# Tri-nations 2020
Navigation
The Rugby Championship 2019 The Rugby Championship 2021
Le Tri-nations 2020 est une compétition de rugby à XV qui oppose les sélections d'Argentine (Pumas), d'Australie (Wallabies) et de Nouvelle-Zélande (All Blacks).
En raison de la pandémie de Covid-19, le calendrier du tournoi est retardée. Il avait été suggéré que tous les matchs pourraient être joués en Nouvelle-Zélande, cependant, en septembre 2020, il est annoncé que tous les matchs se tiendraient en Australie plutôt que dans toutes les nations concurrentes. Le 16 octobre, l'Afrique du Sud, championne du championnat de rugby 2019 et vainqueur de la Coupe du monde de rugby 2019, confirme son retrait du championnat de rugby 2020  en raison des restrictions de voyage imposées par le gouvernement sud-africain, du bien-être des joueurs et des problèmes de sécurité. La compétition revient ainsi à son format précédent des Tri-Nations : étalée sur six week-ends, chaque équipe jouant deux fois contre chaque adversaire.
Pour des raisons de parrainage, le tournoi porte le nom de The Investec Tri Nations Series en Nouvelle-Zélande, The Mitsubishi Estate Tri Nations Series en Australie et The Personal Tri Nations Series en Argentine.

## Calendrier
| 31 octobre (Bledisloe Cup) | ANZ Stadium, Sydney       | Australie        | 5 – 43  | Nouvelle-Zélande |
| 7 novembre (Bledisloe Cup) | Suncorp Stadium, Brisbane | Nouvelle-Zélande | 22 – 24 | Australie        |
| 14 novembre                | Bankwest Stadium, Sydney  | Nouvelle-Zélande | 15 – 25 | Argentine        |
| 21 novembre                | Hunter Stadium, Newcastle | Argentine        | 15 – 15 | Australie        |
| 28 novembre                | Hunter Stadium, Newcastle | Argentine        | 0 – 38  | Nouvelle-Zélande |
| 5 décembre                 | Bankwest Stadium, Sydney  | Australie        | 16 – 16 | Argentine        |

## Classement
| Rang | Nation           | J | V | N | D | Bo | Bd | Pm  | Pe | Diff | Pts |
| ---- | ---------------- | - | - | - | - | -- | -- | --- | -- | ---- | --- |
| 1    | Nouvelle-Zélande | 4 | 2 | 0 | 2 | 2  | 1  | 118 | 54 | +64  | 11  |
| 2    | Argentine        | 4 | 1 | 2 | 1 | 0  | 0  | 56  | 84 | -28  | 8   |
| 3    | Australie        | 4 | 1 | 2 | 1 | 0  | 0  | 60  | 96 | -36  | 8   |

|  | Vainqueur de la compétition |

## Acteurs de la compétition

### Joueurs
Cette liste énumère les effectifs des équipes participantes au Tri-nations 2020. Durant la compétition, les entraîneurs ont la possibilité de faire des changements et de sélectionner de nouveaux joueurs pour des raisons tactiques ou à la suite de blessures.

#### Argentine
| Entraîneur | Entraîneur             | Mario Ledesma |
| Avants     | Pilier                 | Nahuel Tetaz Chaparro, Santiago Medrano, Mayco Vivas, Federico Wegrzyn, Ignacio Calles, Francisco Gómez Kodela, Lucio Sordoni, Juan Pablo Zeiss |
| Avants     | Talonneur              | Facundo Bosch, José Luis González, Julián Montoya, Santiago Socino                                                                              |
| Avants     | Deuxième ligne         | Matías Alemanno, Ignacio Calas, Rodrigo Fernández Criado, Lucas Paulos, Guido Petti                                                             |
| Avants     | Troisième ligne aile   | Juan Martín González, Francisco Gorrissen, Santiago Grondona, Marcos Kremer, Tomás Lezana, Pablo Matera (c), Joaquín Oviedo                     |
| Avants     | Troisième ligne centre | Rodrigo Bruni, Facundo Isa |
| Arrières   | Demi de mêlée          | Gonzalo Bertranou, Tomás Cubelli, Felipe Ezcurra                                                                                                |
| Arrières   | Demi d'ouverture       | Tomás Albornoz, Domingo Miotti, Nicolás Sánchez                                                                                                 |
| Arrières   | Centre                 | Santiago Chocobares, Lucio Cinti, Jerónimo de la Fuente, Juan Cruz Mallía, Lucas Mensa, Matías Moroni, Matías Orlando                           |
| Arrières   | Ailier                 | Sebastián Cancelliere, Santiago Cordero, Bautista Delguy, Juan Imhoff, Ramiro Moyano                                                            |
| Arrières   | Arrière                | Emiliano Boffelli, Santiago Carreras |

#### Australie
| Entraîneur | Entraîneur             | Dave Rennie |
| Avants     | Pilier                 | Jermaine Ainsley, Allan Alaalatoa, Angus Bell, Pone Fa'amausili, Harry Johnson-Holmes, Scott Sio, James Slipper, Taniela Tupou |
| Avants     | Talonneur              | Folau Fainga'a, Connal McInerney, Brandon Paenga-Amosa, Jordan Uelese                                                          |
| Avants     | Deuxième ligne         | Ned Hanigan, Trevor Hosea, Matt Philip, Lukhan Salakaia-Loto, Rob Simmons                                                      |
| Avants     | Troisième ligne aile   | Michael Hooper (c), Fraser McReight, Lachlan Swinton, Rob Valetini, Liam Wright                                                |
| Avants     | Troisième ligne centre | Isi Naisarani, Peter Samu, Harry Wilson                                                                                        |
| Arrières   | Demi de mêlée          | Jake Gordon, Tate McDermott, Joe Powell, Nic White                                                                             |
| Arrières   | Demi d'ouverture       | Will Harrison, Noah Lolesio, James O'Connor                                                                                    |
| Arrières   | Centre                 | Reece Hodge, Len Ikitau, Hunter Paisami, Jordan Petaia, Irae Simone                                                            |
| Arrières   | Ailier                 | Filipo Daugunu, Marika Koroibete, James Ramm, Tom Wright                                                                       |
| Arrières   | Arrière                | Tom Banks, Dane Haylett-Petty, Jack Maddocks                                                                                   |

#### Nouvelle-Zélande
| Entraîneur | Entraîneur             | Ian Foster                                                                                          |
| Avants     | Pilier                 | George Bower, Alex Hodgman, Nepo Laulala, Tyrel Lomax, Joe Moody, Karl Tu’inukuafe, Ofa Tu'ungafasi |
| Avants     | Talonneur              | Asafo Aumua, Dane Coles, Codie Taylor                                                               |
| Avants     | Deuxième ligne         | Scott Barrett, Mitchell Dunshea, Patrick Tuipulotu, Tupou Vaa'i, Sam Whitelock                      |
| Avants     | Troisième ligne aile   | Sam Cane (c), Shannon Frizell, Cullen Grace, Akira Ioane, Du'Plessis Kirifi, Dalton Papali'i        |
| Avants     | Troisième ligne centre | Ardie Savea, Hoskins Sotutu                                                                         |
| Arrières   | Demi de mêlée          | TJ Perenara, Aaron Smith, Brad Weber                                                                |
| Arrières   | Demi d'ouverture       | Beauden Barrett, Richie Mo'unga                                                                     |
| Arrières   | Centre                 | Jack Goodhue, Rieko Ioane, Ngani Laumape, Anton Lienert-Brown, Peter Umaga-Jensen                   |
| Arrières   | Ailier                 | Caleb Clarke, Will Jordan, Sevu Reece                                                               |
| Arrières   | Arrière                | Jordie Barrett, Damian McKenzie                                                                     |

### Arbitres
| Rugby Europe | Oceania Rugby                                              | Rugby Afrique |
| ------------ | ---------------------------------------------------------- | ------------- |
|              | - Nic Berry - Angus Gardner - Paul Williams - Ben O'Keeffe |               |

## Statistiques

### Meilleurs marqueurs
| Rang | Joueur         | Équipe           | Essais |
| ---- | -------------- | ---------------- | ------ |
| 1    | Richie Mo'unga | Nouvelle-Zélande | 2      |
| 1    | Rieko Ioane    | Nouvelle-Zélande | 2      |
| 1    | Dane Coles     | Nouvelle-Zélande | 2      |
| 1    | Will Jordan    | Nouvelle-Zélande | 2      |

### Meilleurs réalisateurs
| Rang | Joueur          | Équipe           | Points | Essais | Transf. | Pén. | Drops |
| ---- | --------------- | ---------------- | ------ | ------ | ------- | ---- | ----- |
| 1    | Nicolás Sánchez | Argentine        | 43     | 1      | 1       | 12   | 0     |
| 2    | Richie Mo'unga  | Nouvelle-Zélande | 41     | 2      | 11      | 3    | 0     |
| 3    | Reece Hodge     | Australie        | 40     | 0      | 2       | 12   | 0     |
| 4    | Jordie Barrett  | Nouvelle-Zélande | 12     | 1      | 2       | 1    | 0     |